# Magné (Vienne)
Magné é uma comuna francesa na região administrativa da Nova Aquitânia, no departamento de Vienne. Estende-se por uma área de 20,01 km². Em 2010 a comuna tinha 689 habitantes (densidade: 34,4 hab./km²).